# أندرو بلايك
أندرو بلايك (بالإنجليزية: Andre Blake) (21 نوفمبر 1990 في جامايكا - ) هو لاعب كرة قدم جامايكي في مركز حراسة المرمى. شارك مع منتخب جامايكا لكرة القدم. أما مع النوادي، فقد لعب مع فيلادلفيا يونيون.

## وصلات خارجية
- أندرو بلايك على موقع الدوري الأمريكي (الإنجليزية)
- أندرو بلايك على موقع قاعدة بيانات كرة القدم.إي يو (الإنجليزية)
- أندرو بلايك على موقع ناشيونال فوتبول تيمز (الإنجليزية)
- أندرو بلايك على موقع Soccerway.com (الإنجليزية)
- أندرو بلايك على موقع عالم كرة القدم.نت (الإنجليزية)
- أندرو بلايك على موقع AS.com (الإسبانية)